# Сејлем (Њу Мексико)
Сејлем (енгл. Salem) насељено је место без административног статуса у америчкој савезној држави Њу Мексико.

## Демографија
По попису из 2010. године број становника је 942, што је 147 (18,5%) становника више него 2000. године.
| Група             | 2000.       | 2010.       |
| Белци             | 39 (4,9%)   | 28 (3,0%)   |
| Афроамериканци    | 4 (0,5%)    | 0 (0,0%)    |
| Азијати           | 2 (0,3%)    | 5 (0,5%)    |
| Хиспаноамериканци | 748 (94,1%) | 913 (96,9%) |
| Укупно            | 795         | 942         |